# Bygdøy
Bygdøy oder Bygdø (vor 1877 trug sie den Namen Ladegaardsøen) ist eine Halbinsel im Oslofjord. Die Halbinsel dient schon seit dem 19. Jahrhundert vielen Osloern als Naherholungsgebiet.
Bis 1988 war Bygdøy ein eigenständiger Stadtteil von Oslo und ging anschließend im Osloer Stadtteil Frogner auf.

## Name
Der Name der Halbinsel lautet übersetzt „die bebaute/bewohnte Insel“. Das Wort setzt sich aus dem altnordischen Wort «bygð», was «besiedelt/bebaut» bedeutet und dem Wort «øy» für Insel zusammen.
Da das Gebiet bis in die 1860er-Jahre als sogenannter «ladegård» (dt. Scheune) für die Versorgung der Festung Akershus genutzt wurde, hieß sie zwischenzeitlich bis 1877 Ladegaardsøen.

## Geschichte
Bygdøy gehörte zunächst den Mönchen im Kloster Hovedøya, bis die Halbinsel Ende des 13. Jahrhunderts unter die Krone kam und von König Håkon V. an seine Frau Königin Eufemia von Rügen geschenkt. Ihre gemeinsame Tochter Ingebjørg Hükonsdatter gab sie später an das Kloster zurück.
Nach der Reformation kam die Halbinsel unter das Schloss Akershus und wurde Ladegaardsøen genannt.
In späteren Jahren gingen Teile von Bygdøy durch Verkauf in Privatbesitz über, das Herrenhaus Bygdøy kongsgård ging jedoch in königlichen Besitz über.
Zwischen 1847 und 1852 wurde das Schloss Oscarshall im Osten am Frognerkilen erbaut.

## Naturschutzgebiet

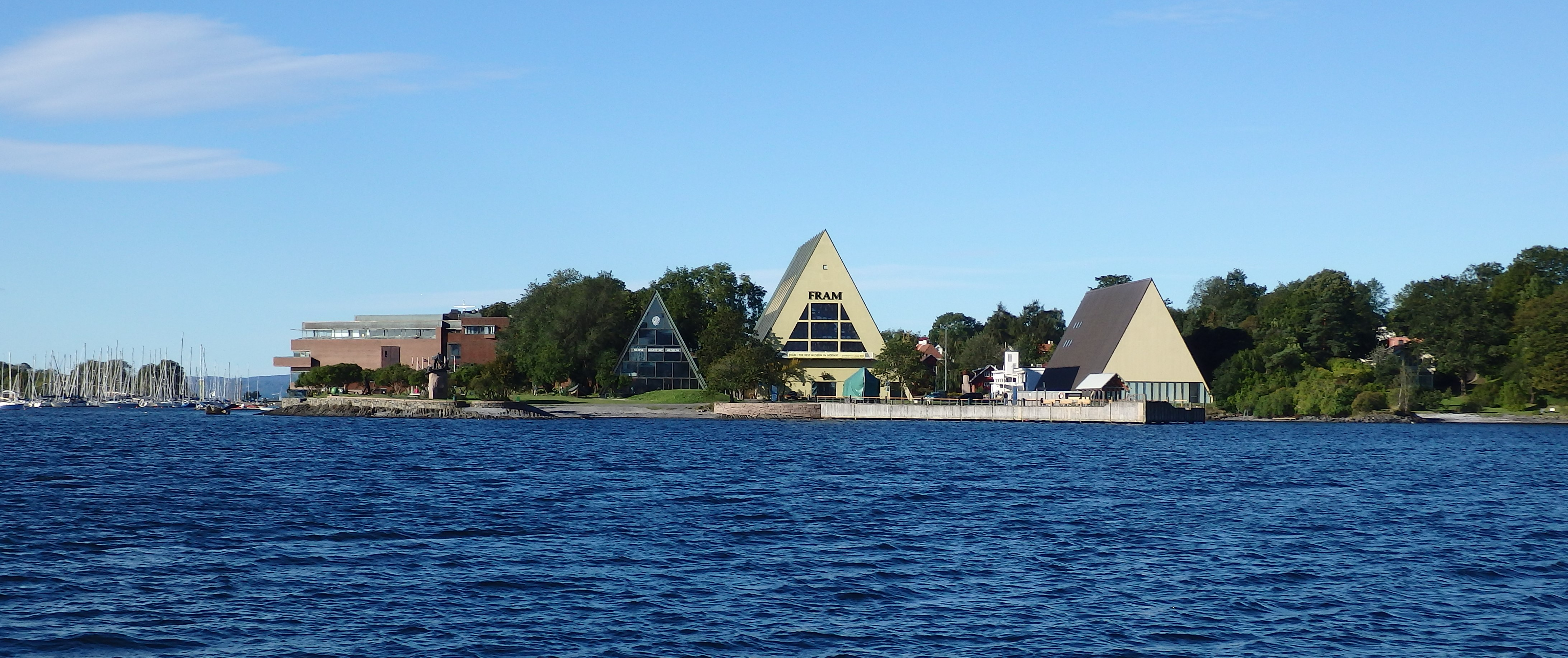
Blick auf Fram-, Kon-Tiki- und Norsk Maritimt Museum

Etwas mehr als 2,2 km² von Bygdøy wurden im Jahr 2012 unter Schutz gestellt. Hierbei handelt es sich um die Naturschutzgebiete Dronningsberget und Hensåsen und die Bygdøy Kulturlandschaft. Diese Gebiete werden vom Norwegischen Volksmuseum und Statsbygg gemeinsam verwaltet.

## Geografische Lage und Anbindung
Bygdøy liegt im Osloer Stadtteil Frogner und ist im Osten vom Frognerkilen und im Westen vom Lysakerfjord und dessen nordöstlichem Ausläufer Bestumkilen begrenzt.
In den Sommermonaten verkehrt eine Personenfähre zwischen dem Osloer „Rådhuskaien“ (Rathauskai) und Bygdøy.

## Sehenswürdigkeiten
Auf Bygdøy befinden sich
- der Bygdøy folkepark, ein Englischer Landschaftsgarten und der erste öffentliche Park, dessen Flächen überwiegend unter Denkmalschutz gestellt wurden.[Anm. 1] Ausgenommen sind davon einige Zonen, die unter Naturschutz stehen, sowie die Herrenhäuser[3]
  - Bygdøy Kongsgård und
  - Oskarshall, das Lustschloss des Königs Oskar I., die beide dem Dispositionsrecht des Königshauses unterliegen,
- das Frammuseum,
- das Norwegische Seefahrtsmuseum (Norsk Maritimt Museum),
- das Kon-Tiki-Museum,
- das Wikingerschiffsmuseum (Vikingskipshuset) mit dem Oseberg-Schiff und dem Tuneschiff,
- das Freilichtmuseum Norsk Folkemuseum und
- das Zentrum für Holocaust- und Minderheitenstudien.

An der südlichen Seite der Halbinsel, dem sogenannten „Huk“, befinden sich mehrere kleinere Strände und Badestellen, darunter auch ein FKK-Strand.

## Film
- Museen der Welt. Die Schiffahrtsmuseen auf Bygdoy. Eine Produktion des Saarländischen Rundfunks/Fernsehen,46´,1985. Buch und Regie: Klaus Peter Dencker

## Persönlichkeiten
- Joachim Godsche von Levetzau (1782–1852), dänisch-deutscher Diplomat, Verwaltungsjurist und Hofbeamter